# Stazione di Enschede
La stazione di Enschede è la principale stazione ferroviaria di Enschede, Paesi Bassi.